# Blue Swede
 (août 2024).
Si vous disposez d'ouvrages ou d'articles de référence ou si vous connaissez des sites web de qualité traitant du thème abordé ici, merci de compléter l'article en donnant les références utiles à sa vérifiabilité et en les liant à la section « Notes et références ».

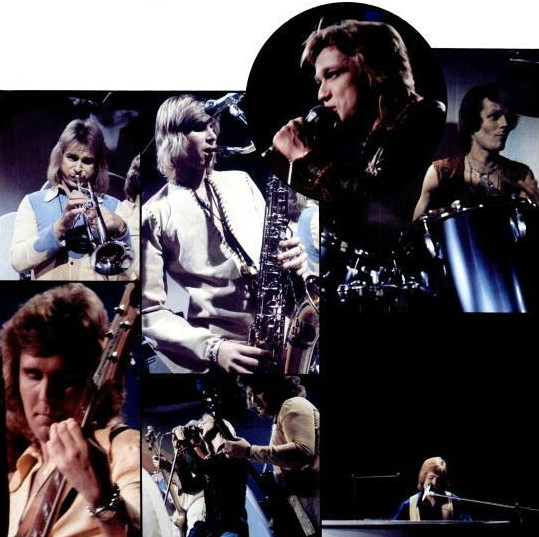
Blue Swede

Blue Swede était un groupe rock suédois des années 1970, leur leader était le chanteur Björn Skifs. Ils restent connus pour leur chanson Hooked on a Feeling qui fut utilisé pour la bande originale du film Reservoir Dogs de Quentin Tarantino ainsi que le film Guardians of the galaxy.
Le groupe s'est formé en 1973 lorsque Björn Skifs, un chanteur suédois, se cherchait des musiciens pour l'accompagner autant sur disque qu'en concert. À l'origine, le groupe portait le nom de Blåblus - un terme américain pour désigner les blouses bleues ou les jeans bleus -, avec Skifs au chant. Ils ont connu leur grand succès en 1973 avec une reprise d'une chanson de B J Thomas, Hooked on a feeling de 1968. Blue Swede ont enregistré leur version en 1973, mais celle-ci était basée sur une version de 1971 de Jonathan King - le même qui était responsable du premier disque de Genesis From Genesis to Revelation en 1969 -, qui lui-même utilisait à l'époque l'ouverture « Ooga Ooga Chaka ». La chanson a été publiée en 1973 et a atteint le numéro 1 pour la première semaine aux États-Unis, elle est restée dans les charts du Billboard pendant 18 semaines. Ce fut aussi un franc succès aux Pays-Bas, au Canada et en Australie.
Ils ont aussi connus le succès avec une reprise de la chanson Never my love des Associations et une chanson contenant un medley de Hush de Deep Purple et I'M alive de Tommy James and the Shondells.

## Discographie

### Albums studio
- Hooked on a Feeling (1974)
- Out of the Blue (1975)

### Singles
- Hooked on a Feeling (1974) U.S. #1
- Silly Milly (1974) U.S. #71
- Never My Love (1974) U.S. #7
- Hush/I'm Alive (1975) U.S. #61